# Herrera Fútbol Club
El Club Deportivo Herrera o simplemente conocido como Herrera Fútbol Club es un equipo de fútbol con sede en la Provincia de Herrera de la República de Panamá. Actualmente juega en la Liga Tigo LPF, la primera división de fútbol en el país desde el 2021.

## Historia
Fundado el 5 de julio del 2016, luego de que la Sociedad Deportiva Atlético Veragüense adquiriera el cupo del extinto Chepo Fútbol Club en la Liga Panameña de Fútbol, máxima categoría de fútbol de Panamá y dejará vacante su cupo en la Liga Nacional de Ascenso. Un grupo de empresarios de la Península de Azuero se unieron y adquirieron dicho cupo para llevar el fútbol a la región.

### Nacimiento de Azuero Fútbol Club
El club nace luego de que se anunciara el cambio de junta directiva y de sede del Club Atlético Veragüense, a la ciudad de Chitré en la Provincia de Herrera, Península de Azuero, bajo el nombre de Azuero Fútbol Club para representar a la península azuerense en el fútbol.
El objetivo principal del club es llegar a ser el equipo referente de fútbol en Panamá, aparte de ser el primer equipo de fútbol de Panamá que tiene su propia escuela de fútbol, algo que ni los equipos importantes del país tienen.
El club hizo su debut bajo el nombre de Azuero Fútbol Club en la Liga Nacional de Ascenso durante la temporada 2016-2017, liga en la que se ha mantenido desde entonces.

### Cambio a Herrera Fútbol Club
A finales del 2019, luego de culminado el Torneo Apertura 2019 de la Liga Nacional de Ascenso, del cual terminó como subcampeón luego de caer derrotado por la mínima ante la Sociedad Deportiva Atlético Nacional, la junta directiva toma la decisión de que el equipo solo representaría a la Provincia de Herrera. Fue por ello que pusieron a disposición de la afición herrerana, que escogiera el nuevo nombre y escudo del club a través de las redes sociales, resultando como ganador el nombre de Herrera Fútbol Club. El club mostró su interés en adquirir una franquicia en la primera división del fútbol panameño, la Liga Panameña de Fútbol dio su aval y a partir del año 2021. El interés prosperó, por lo que actualmente, el Herrera FC es un equipo de la LPF, máxima categoría del fútbol panameño.

## Estadio
La sede del club es el Estadio Los Milagros, ubicado en el Corregimiento de Llano Bonito, en la ciudad de Chitré con capacidad para mil espectadores y de superficie artificial.

## Rivalidad

### Clásico de Azuero
Posee desde el primer semestre de 2024 una rivalidad con Los Santos Fútbol Club, partido conocido como "El Clásico de Azuero" (Provincias de Herrera y Los Santos) y actualmente solo se ha disputado a nivel de categorías menores (Segunda División).

### Derbi de la Península
Es una rivalidad creada desde 2024 con el Veraguas United FC, debido a la histórica Península de Azuero en parte de las provincias centrales de la República de Panamá.

## Uniforme

### Evolución del uniforme
- Uniforme titular: Camiseta amarilla con mangas y franjas a los laterales en azul, con los bordes de las mangas en blanco con diseño de colores, pantalón amarillo y medidas amarillas.

- Uniforme alterno:

### Patrocinadores
| Período   | Proveedor | Imagen |
| --------- | --------- | ------ |
| 2016      | Runic     |        |
| 2016-2017 | Patrick   |        |
| 2017-2018 | Adidas    |        |
| 2018-2020 | FB Sports |        |
| 2021      | Puma      |        |
| 2022      | Strik3r   |        |
| 2023      | Adidas    |        |
| 2024      | Strik3r   |        |
| 2025-act. | Puma      |        |

## Jugadores

### Plantilla Apertura 2025
- = Lesionado de larga duración
- = Capitán

- Nota: Para la temporada 2024, los equipos panameños podrán tener una plantilla de un máximo de 22 jugadores y podrán incluir en su nómina un máximo de 3 jugadores extranjeros.

### Altas y bajas
| Jugador           | Posición      | Procedencia          |
| ----------------- | ------------- | -------------------- |
| Eric Hughes       | Portero       | Tauro FC             |
| Andrés Dussan     | Portero       | Atlético Chiriquí    |
| Rolando Algandona | Defensa       | Veraguas United FC   |
| Juan Hall         | Defensa       | Champions FC Academy |
| Juan Yepes        | Defensa       | Bandera de ?         |
| Porfirio Ávila    | Defensa       | San Francisco FC     |
| Ángel Caicedo     | Mediocampista | CD Universitario     |
| Diego Grisales    | Mediocampista | Fortaleza CEIF       |
| Luis Vásquez      | Mediocampista | Potros del Este      |
| William Quinto    | Delantero     | CD Iztapa            |
| Ronaldo Córdoba   | Delantero     | 9 de Octubre FC      |

| Jugador        | Posición      | Destino            |
| -------------- | ------------- | ------------------ |
| Daniel Melo    | Portero       | Envigado FC        |
| Kevin Mosquera | Portero       | Sporting SM        |
| Eric Vásquez   | Defensa       | Umecit FC          |
| Jesús Araya    | Defensa       | Umecit FC          |
| Osvaldo Lay    | Mediocampista | Alianza FC         |
| Kevin Salazar  | Mediocampista | Bandera de ?       |
| Juan De Gracia | Mediocampista | Bandera de ?       |
| Abdiel Castro  | Mediocampista | Bandera de ?       |
| Abdiel Garcés  | Delantero     | Bandera de ?       |
| Alexis Cundumí | Delantero     | Veraguas United FC |
| Johan Gómez    | Delantero     | Bandera de ?       |
| Saed Díaz      | Delantero     | San Antonio FC     |

### Jugadores Extranjeros
| Nacionalidad   | N.º     | Jugadores                                                      |
| América        | América | América                                                        |
| -------------- | ------- | -------------------------------------------------------------- |
| Colombia       | 4       | Edwin Ortega, Luis Rodríguez Juan Arce, New Mena Julio Caicedo |
| Estados Unidos | 1       | Fabián Bastidas                                                |
| Europa         |         |                                                                |
| Montenegro     | 1       | Vuko Vujovic.                                                  |

### Jugadores destacados
- Luis Carlos Tejada (2021)

## Entrenadores
| N° | Entrenadores                 | Período       |
| -- | ---------------------------- | ------------- |
| 1. | Julio Infante                | 2021-2022     |
| 2. | Emmanuel Calleja             | 2022          |
| 3. | Miguel Corral (Interino)     | 2022          |
| 4. | Nino Valencia                | 2022          |
| 5. | Miguel Corral                | 2022-2023     |
| 6. | Fabián Torres                | 2023 - 2024   |
| 7. | Ausberto Valencia (Interino) | 2024          |
| 8. | Ausberto Valencia            | 2024          |
| 9. | Felipe Borowsky              | 2024-presente |

## Palmarés

### Torneos Locales
Primera División:
- Subcampeón del Torneo Clausura 2021.

### Torneos Extintos
Liga Nacional de Ascenso:
- Subcampeonatos: Apertura 2019.